# Castillo de Peñaflor (Teruel)
El castillo de Peñaflor o castillo de Huesa del Común , era una construcción de origen medieval situada en el municipio Turolense de Huesa del Común.

## Historia

Los territorios peninsulares del Reino de Aragón y Condado de Barcelona a la muerte de Ramón Berenguer IV. El hijo que tuvo con Petronila, Alfonso, sería el primer titular de la unión de ambos territorios, conocida como Corona de Aragón.

La población y su castillo fueron tomados por el Cid en el 1082 (se le cita en el Cantar del Mio Cid con el nombre de Ossa) aunque poco después fueron recuperados por los musulmanes; de nuevo en 1120 su castillo fue conquistado por Alfonso I, pero a su muerte se volvió a perder, hasta su toma definitiva por los señores de Belchite, bajo los auspicios de Ramón Berenguer IV de Barcelona. Durante algún tiempo fue encomienda de los caballeros templarios antes de volver a ser tierra de realengo, manteniéndose así hasta 1702.
En 1838 el castillo fue ocupado por el General Cabrera durante las guerras carlistas y se reformó, adaptándalo a las armas de la época.

## Descripción
El castillo domina la población desde una posición estratégica, asentándose sobre un espolón rocoso.
Los restos que han llegado hasta nuestros días son dos torres de planta cuadrada situadas a ambos extremos del castillo, distantes unos 30 metros entre sí. La occidental, que bien pudiera haber sido la del homenaje, mide ocho metros de lado y presenta gran altura. la oriental mide cinco y conserva los arranques de una bóveda de crucería de ladrillo. Se conservan algunos otros muros que serían dependencias o murallas exteriores. En un nivel inferior, en el camino que conduce al castillo, encontramos los restos de una torre albarrana cuadrada construida con sillares con puerta en arco.
|                                     |
| Sierra del Castillo desde el pueblo |

|                               |
| Lienzo Este desde el exterior |

|                          |
| Tronera del lienzo Oeste |

|                                             |
| Gran ventanal del piso superior de la torre |